# Schwarze Glattrückeneule
Die Schwarze Glattrückeneule (Aporophyla nigra) ist ein Schmetterling (Nachtfalter) aus der Familie der Eulenfalter (Noctuidae).

## Merkmale

### Falter
Die Flügelspannweite der Falter beträgt 40 bis 48 Millimeter. Die Färbung der Vorderflügel ist meist glänzend dunkel schwarzbraun. Es kommen auch Tiere vor, die nahezu rein schwarz sind, aber auch solche, die rotbraun schimmern. Nieren-, Zapfen- und Ringmakel heben sich kaum vom Untergrund ab. Lediglich im Bereich der Nierenmakel sind zuweilen gelbe Punkte zu erkennen. Die Hinterflügel der Weibchen sind grau, diejenigen der Männchen nahezu rein weiß gefärbt, wobei sich die Adern jeweils markant hervorheben.

### Ei, Raupe, Puppe
Das weißliche Ei hat eine halbkugelige Form und ist deutlich gerippt.
Bei den Raupen erscheinen bräunliche, rötliche sowie grünliche Exemplare. Sie haben dementsprechend auch unterschiedlich gefärbte, verdunkelte Rückenlinien, sowie weißliche oder gelbliche Seitenstreifen und weiße, schwarz umrandete Stigmen.
Der braunen Puppe fehlen Dornen oder Spitzen am Kremaster.

### Ähnliche Arten
In Tunesien fliegt die heller gefärbte Unterart Aporophyla nigra cinerea, die in gewisser Weise den Exemplaren von Aporophyla australis und Trigonophora haasi ähnelt. Die Falter der beiden letztgenannten Arten sind jedoch etwas blasser gefärbt.

## Verbreitung und Lebensraum
Die Verbreitung der Art erstreckt sich von Nordafrika durch Süd- und Mitteleuropa bis nach Kleinasien, im Norden bis Schottland und Südnorwegen. Außerdem kommt sie im Kaukasus, in Israel und dem Libanon vor. Die Tiere sind hauptsächlich in trockenen Gebieten zu finden, so auf Halbtrockenrasenflächen und Ginsterheiden, an sonnigen Böschungen oder in Weinbergen.

## Lebensweise
Die nachtaktiven Falter leben überwiegend im September und Oktober, können jedoch selbst noch im Dezember oder Januar gefunden werden. Sie besuchen künstlichen Lichtquellen sowie angelegte Köder. Ihre Raupen ernähren sich von verschiedenen Pflanzen, beispielsweise von Süßgräsern (Poaceae), Klee (Trifolium), Ampfer (Rumex), Kleinem Wiesenknopf (Sanguisorba minor) sowie von Ginsterarten (Genista) und anderen. Die Art überwintert im Raupenstadium.

## Gefährdung
In den meisten ihrer Vorkommensgebiete in Deutschland ist die Schwarze Glattrückeneule selten. Sie wird auf der Roten Liste gefährdeter Arten in Kategorie 2 (stark gefährdet) eingestuft.